# Der Häuslerssohn, Litill, Tritill und die Vögel
Der Häuslerssohn, Litill, Tritill und die Vögel (Karlssonur, Lítill, Trítill og fuglarnar) ist ein isländisches Volksmärchen (AaTh 556 E).

## Handlung
Einst gab es einen König und eine Königin, deren Tochter verschwand, also versprach der König demjenigen seine Tochter zur Frau, der sie wiederfinden würde.
Derweil begab es sich, dass der älteste Sohn einer armen Familie in die Welt hinauszuziehen begann. Er begegnete nacheinander zwei kleinen Männchen und einer Schar Vögel, verweigerte diesen aber eine Mahlzeit und jagte sie davon. Daraufhin erreichte er eine Höhle, in der eine Riesin lebte, welche ihm erlaubte über Nacht zu bleiben, wenn er am nächsten Tag eine Aufgabe für sie erledige. Der Häuslerssohn willigte ein, doch das am nächsten Morgen Aufgetragene, die Höhle vom Mist zu befreien, gelang ihm nicht, also erschlug ihn die Riesin. Seinem jüngeren Bruder erging es nicht anders und so machte sich auch der jüngste Häuslerssohn auf den Weg.
Er wählte denselben Weg, wie seine Brüder, auf dem er ebenfalls den beiden Männchen sowie den Vögeln begegnete, zu denen er recht freundlich war und denen er von seinem Essen gab. Sie stellten sich daraufhin als Tritill, Litill und die Vögel vor und meinten er solle sie rufen, wenn er einmal ihre Hilfe brauche. Der Häuslerssohn wanderte daraufhin weiter, erreichte die Hohle der Riesin und diese erlaubte auch ihm über Nacht zu bleiben, wenn er am folgenden Morgen eine Aufgabe für sie erledige. Als er am nächsten Morgen die Höhle reinigen sollte, ließ sich der Mist aber nicht bewegen, also rief er nach Tritill, der ihm das Aufgetragene erfüllte. Wieder übernachtete er in der Höhle und Tags darauf, trug ihm die Riesin auf ihr Bett zu lüften. Jede einzelne Feder sollte herausgeholt und in die Sonne gelegt werden, jedoch dürfe hernach keine fehlen. Der Häuslerssohn holte also die Federn aus den Kissen und breitete sie draußen aus, als plötzlich ein Wind aufkam, der allesamt davonwirbelte. In seiner Not rief er nach Tritill, Litill und den Vögeln, welche auch kamen und ihm alles wieder herbeisammelten.
Nach einer weiteren Nacht, erhielt der Häuslerssohn die Aufgabe einen Ochsen zu schlachten, die Eingeweide zu kochen, die Haut zu scheeren und aus den Hörnern Löffel zu bereiten. Zudem sollte er raten, welchen ihrer 50 Ochsen die Riesin schlachten lassen wollte. Erneut rief er um Hilfe, woraufhin er die Arbeit zusammen mit Tritill und Litill verrichtete. Als Lohn durfte er sich drei Kästchen erwählen, durch die er zu der verschwundenen Königstochter, viel Geld und Kostbarkeiten sowie einem großen Schiff, das von alleine segeln konnte, kam. Die Königstochter heiratete er und später wurde er ein guter König.

## Hintergrund
Neben der Variante von Josef Calasanz Poestion, die den Titel Der Häuslerssohn, Litill, Tritill und die Vögel trägt, ist eine weitere recht ähnliche Version von Adeline Rittershaus bekannt, die nach mündlicher Erzählung im Kjalarnessþing bei Reykjavík aufgezeichnet wurde und den Titel Lítill, Trítill und die Vögel erhielt. In Reimund Kvidelands und Hallfreður Örn Eiríkssons Norwegische und Isländische Volksmärchen wird als Titel Der Häuslerssohn, Litil, Tritil und die Vögel angegeben. Als Quelle nutzten sie das Werk Isländische Volkssagen und -märchen (1954, S. 424–427), das als Erzähler ebenfalls Leute aus Kjalarnessþing bei Reykjavík und als Aufzeichner Magnús Grimsson angibt. Die Handschrift dazu, die wahrscheinlich in den fünfziger Jahren des 19. Jahrhunderts angelegt wurde, ist verloren. Das Märchen steht zudem auch in Jón Árnasons Íslenzkar Pyóðsögur og Ævintýri (Leipzig 1862/1864).